# Randers gamle rådhus
Randers gamle rådhus eller blot Randers rådhus er et fredet rådhus, der ligger på Rådshustorvet fra 1780, og er tegnet af Christian Jensen Mørup.

## Historie
Det første rådhus på stedet blev opført i 1431. I 1661 blev der erstattet af et nyt rådhus. I 1778 var bygningen dog så forfalden, at den blev revet ned og erstattet med den nuværende bygning, som er tegnet af Christian Jensen Mørup. det stod færdigt af 1780, og der blev anvendt byggematerialer fra det tidligere rådhus. Spiret blev tilføjet i 1794. Bygningen er opførte i nyklassicistisk stil.
I 1930 blev bygningen flyttet 3 m mod nord for at gøre bedre plads til den øgede biltrafik. Hele bygnignen blev hævet på kraftige jernbjælker og trukket til den nuværende placering. En granitvinkel i fortovet syd for rådhuset viser, hvor det tidligere har stået.
Der er opstillet en statue af Niels Ebbesen fremstillet af F.E. Ring.
I 2020 blev rådhuset renoveret.
Bygningen bruges i dag til byrådsmøder, officielle arrangementer og borgerlige vielser.